# Trichoplusia ablusa
Trichoplusia ablusa är en fjärilsart som beskrevs av Felder 1874. Trichoplusia ablusa ingår i släktet Trichoplusia och familjen nattflyn. Inga underarter finns listade i Catalogue of Life.